# مارتا كاردونا
مارتا كاردونا دي ميغيل Marta Cardona de Miguel (من مواليد 26 مايو 1995) هي لاعبة كرة قدم إسبانية محترفة تلعب كجناح أيمن لنادي أتلتيكو مدريد في دوري الدرجة الأولى الإسباني ومنتخب إسبانيا للسيدات.

## اللعب بالاندية
بدأت كاردونا اللعب في نادي سرقسطة. غادرت فريق مدينتها، وفي عام 2018 للتوقيع مع ليفانتي ، حيث استراحت لمدة موسم  قبل الاتفاق على الشروط مع نادي ريال سوسيداد.
وانتقلت كاردونا إلى ريال مدريد في صيف 2020 بعد انتهاء عقدها مع ريال سوسيداد. واصلت تقديم موسم أول رائع مع نادي العاصمة وتم الاعتراف بها على نطاق واسع باعتبارها المهاجمة الأكثر تأثيرًا في الفريق. وشهدت جهودها حصولها على جائزة من صحيفة ماركا الإسبانية اليومية في نهاية الموسم.
عانت كاردونا من سلسلة من الإصابات أثناء وجودها في ريال مدريد، مما جعلها تفكر في الاعتزال قبل أن تغادر النادي لتنضم إلى أتلتيكو مدريد فيمينينو في عام 2022. 

## اللعب الدولي
ظهرت كاردونا لأول مرة مع منتخب إسبانيا في 4 أكتوبر 2019 في مباراة المجموعة الرابعة المؤهلة لبطولة أمم أوروبا 2021 للسيدات ضد أذربيجان. وسجلت الهدف في فوز إسبانيا 1-0 على الدنمارك في مرحلة المجموعات في بطولة أمم أوروبا للسيدات 2022. 

## الأهداف الدولية
| التاريخ        | #  | الملعب                                                | الخصم    | نتيجة | نتيجة | مسابقة                        |
| -------------- | -- | ----------------------------------------------------- | -------- | ----- | ----- | ----------------------------- |
| 13 أبريل 2021  | 1. | الملعب البلدي في ماربيا ، ماربيا ، إسبانيا            | المكسيك  | 1 –0  | 3–0   | ودي                           |
| 16 يوليو 2022  | 2. | ملعب برينتفورد المجتمعي ، برينتفورد ، المملكة المتحدة | الدنمارك | 1 –0  | 1-0   | بطولة أمم أوروبا للسيدات 2022 |
| 11 أكتوبر 2022 | 3. | ملعب نويفو أركانجيل ، قرطبة                           | السويد   | 1 –0  | 1-1   | ودي                           |

## روابط خارجية
- مارتا كاردونا في تكسابالدناك

(بالإسبانية)
- مارتا كاردونا على إنستغرام
- mcardona10 على تويتر.